# 比拉德克鲁塞斯
比拉德克鲁塞斯，是西班牙加利西亚自治区蓬特韦德拉省的一个市镇。 总面积155平方公里，总人口6928人（2001年），人口密度45人/平方公里。